# Gli stigmatizzati
Gli stigmatizzati è un film tedesco del 1922, diretto dal regista danese Carl Theodor Dreyer, basato su un romanzo di Aage Madelung.

## Trama
In una cittadina russa, la piccola Hanne-Liebe sta giocando all’aperto col suo amichetto Fedja, quando il padre di lui li divide a forza e riconsegna, adirato, la bambina alla madre. Motivo: la famiglia di Fedja è cristiano-ortodossa, quella di Hanne-Liebe (dove peraltro lavora una domestica ortodossa) è di religione ebraica.
Hanne-Liebe trascorre l’infanzia e la prima adolescenza attorniata da discriminazioni religiose, e si giunge al 1905, l’anno della rivoluzione dagli effetti brevi, ed ultimo anno delle scuole superiori della ragazza. Il giovane Sascha, amico di Hanne-Liebe, si congeda dalla famiglia di lei prima di recarsi a San Pietroburgo per intraprendere gli studi universitari, e confessa all’amica di essere iscritto al Partito rivoluzionario segreto.
Poco dopo Hanne-Liebe viene espulsa dalla scuola, vittima di una calunnia ordita da Fedja stesso, e raggiunge a San Pietroburgo il fratello Jakow, avvocato di successo, convertitosi tempo prima al cristianesimo per poter studiare giurisprudenza, e sposato con una donna cristiana che risulta essere di inclinazioni antisemite.
Qui reincontra Sascha, nel cui gruppo rivoluzionario si insinua Rylowitsch, che è in realtà un infiltrato della polizia segreta zarista, e che riesce a far arrestare i componenti del gruppo.
Nonostante questa riuscita retata, le autorità si rendono conto che il fermento libertario in parte della popolazione è troppo avanzato per poter essere fermato senza creare un diversivo: decidono allora di organizzare un pogrom antisemita. Rylowitsch viene designato come colui che dovrà sobillare a questo scopo la popolazione della cittadina natale di Hanne-Liebe, dove nel frattempo ella è ritornata insieme al fratello, per assistere la madre in punto di morte. Egli riesce facilmente nell’intento, sfruttando il sentimento antisemita già presente, le superstizioni e le rivalità personali, e prezzolando alcuni individui.
La comunità cristiano-ortodossa della cittadina organizza una processione in onore dello Zar, che, sotto la spinta delle circostanze, e degli scioperi in atto, ha proclamato una legge che concede maggiori libertà alla popolazione. Contemporaneamente, nella cittadina, si svolge una festività ebraica. Il pogrom si scatena in tutta la sua virulenza: in esso trovano la morte Jakow, che sta cercando di difendere la casa avita, e altri parenti di Hanne-Liebe. Incendi e devastazioni colpiscono il ghetto.  Solo l’intervento in extremis di Sascha, scarcerato in base alla legge appena proclamata, riesce a trarre Hanne-Liebe in salvo da un corpo a corpo con Fedja, che rimane ucciso.
Una colonna di sopravvissuti di religione ebraica sta marciando per oltrepassare il confine dell’impero russo e mettersi in salvo: fra essi ci sono Hanne-Liebe e Sascha.